# Кисляков, Роман Фёдорович
Рома́н Фёдорович Кисляко́в (укр. Роман Федорович Кісляков; род. 2 мая 1988, Орджоникидзе, Днепропетровская область) — украинский футболист, полузащитник.

## Биография
Начал заниматься футболом в девять лет в ДЮСШ из родного города Орджоникидзе. Первый тренер — Владимир Ростиславович Глуздов. В 2001 году, когда ему было 13 лет его взяли в интернат донецкого «Шахтёра», где он провёл два года. После занимался никопольском клубе «Обрий». В детско-юношеской футбольной лиге Украины выступал за донецкий «Шахтёр» и никопольский «Обрий».
В 2007 году выступал в любительском первенстве Украины за кировоградскую «Звезду» и провёл 5 матчей и забил 1 гол. Также в 2007 году играл за команду «Никополь» в чемпионате области. Первую половину сезона 2007/08 провёл в дубле криворожского «Кривбасса» и сыграл в молодёжном чемпионате 12 матчей, во всех матчах он выходил на замену.
После Кисляков выступал за белорусский «Днепр» из города Могилёв. В команде он играл под 37 номером. Всего за клуб он провёл 3 матча в чемпионате Белоруссии. В феврале 2009 года он не смог поехать на сбор команды в Польшу из-за проблем с оформлением документов.
В мае 2010 года выступал в чемпионате области за никопольский «Колос». Вскоре он выступал в чемпионате ААФУ за «Электрометаллург-НЗФ» и сыграл 5 матчей и забил 1 мяч. В 2010 году вместе с «Колосом» стал чемпионом и обладателем Кубка Днепропетровской области.
В начале 2011 года перешёл в литовский «Мажейкяй». В команде взял 15 номер. Также кроме него в команде играли и другие игроки с Украины: Константин Панин, Виталий Полянский, Сергей Жигалов, Сергей Лендел, Виктор Довбыш, Вадим Антипов, Владислав Чечеленко.
В феврале 2012 года перешёл в клуб «Круоя» из города Пакруойис. В команде взял 77 номер. В «Круоя» также играли игроки с Украины: Максим Билык, Константин Мацион, Никита Филатов, Сергей Лендел, Сергей Жигалов, Вадим Антипов, Ростислав Дякив. 6 апреля 2012 года дебютировал в чемпионате Литвы в домашнем матче против «Банги» (1:0), Кисляков вышел на 68 минуте вместо Вадима Антипова. За клуб сыграл всего в 1 матче и вскоре покинул его.
Летом 2012 года перешёл в днепродзержинскую «Сталь», за которую был заявлен 18 июля для участие во Второй лиге Украины и Кубке Украины. О приглашении в «Сталь» он узнал от Виталия Пантилова. В новой команде Роман взял 22 номер. 21 июля 2012 года дебютировал во Второй лиге в составе команды в выездном матче против «Горняка-Спорт» (0:3).